# دابانغ 2
دابانغ 2  أو دَبَنْگ (بالإنجليزية: Dabangg 2)‏ هو فيلم تم إنتاجه في الهند وصدر في سنة 2012. الفيلم من إخراج أرباز خان وكتابة شاروخ صديق.

## بطولة
- سلمان خان
- سوناكشي سينها
- أرباز خان
- فينود خانا
- ماهي كيل

## الممثلون والشخصيات
- سلمان خان
- سوناكشي سينها
- أرباز خان
- فينود خانا
- ماهي كيل
- براكاش راج
- نيكتين ذير
- ديباك دوبريال
- جيريش ساهيديف

## الميزانية والإيرادات
بلغت تكلفة إنتاج الفيلم حوالي 60 كرور روبية هندية (10 مليون دولار أمريكي) بينما حقق أرباحا تقدر بـ 275 كرور روبية هندية (46 مليون دولار أمريكي).

## روابط خارجية
- دابانغ 2 على موقع IMDb (الإنجليزية)
- دابانغ 2 على موقع ميتاكريتيك (الإنجليزية)
- دابانغ 2 على موقع روتن توميتوز (الإنجليزية)
- دابانغ 2 على موقع قاعدة بيانات الأفلام العربية
- دابانغ 2 على موقع ألو سيني (الفرنسية)
- دابانغ 2 على موقع أول موفي (الإنجليزية)
- دابانغ 2 على موقع بوكس أوفيس موجو (الإنجليزية)
- دابانغ 2 على موقع فيلمافينيتي (الإسبانية)
- دابانغ 2 على موقع قاعدة بيانات الفيلم (الإنجليزية)
- دابانغ 2 على موقع ليتربوكسد (الإنجليزية)